# Teatro pobre
El término teatro pobre refiere a una particular manera de hacer teatro. Se centra, sobre todo, en el trabajo del actor antes que la puesta en escena. Fue desarrollado por el director de teatro polaco Jerzy Grotowski tanto en el Laboratorio de Teatro como en la colección de escritos teóricos Hacia un teatro pobre de 1968.
Grotowski define el teatro pobre como aquel que adolece de elementos considerados innecesarios para el desarrollo de una puesta en escena. Por ello, a diferencia de lo que él llama teatro rico, en el teatro pobre no es necesario el uso de elementos decorativos exagerados como fastuosas escenografías, maquillaje y vestuarios saturados, iluminación  excesiva e incluso considera que puede carecer de efectos de sonido. Sin embargo, el teatro pobre no puede privarse de la relación actor-espectador, ya que es vital para el desarrollo de la puesta en escena así como del actor y el espectador mismo.

## Relación actor-espectador
La importancia de esta relación actor-espectador en el teatro pobre le permite crear nuevos espacios escénicos que permitan una interacción y proximidad entre ambos. Sin embargo, la relación entre el actor y el espectador nunca es particular pues aun cuando puede mantener un contacto directo y cercano con el espectador al momento de su acción, el espectador nunca se puede ser un punto de orientación para el actor. Si esto sucede, se cae inevitablemente, en palabras de Grotowski, en una especie de prostitución del actor hacia el espectador.
Esta relación de venta entre el actor y el espectador que señala Grotowski no forma parte del teatro pobre, incluso cuando en determinados momentos de la historia del teatro, las palabras actriz y cortesana compartieron un significado muy cercano. Para el director polaco, esta manera de relacionarse entre actor-espectador no cabe en el teatro pobre porque la pobreza del actor en este tipo de teatro lo lleva a transformarse en santo, aunque no en un sentido religioso.

## Formación del actor
Ante la carencia de escenografía, maquillaje y el uso mínimo de elementos de luz y vestuario, el teatro pobre pone énfasis en el trabajo del actor, al cual no se le instruye mediante técnicas preestablecidas, por el contrario, se pretende eliminar las resistencias que el organismo del actor produce ante el conjunto de estas técnicas. Grotowski define esta situación del modo que sigue:

La nuestra es una vía negativa, no una colección de técnicas, sino la destrucción de obstáculos.

Esta austeridad en el teatro pobre le permite al actor explorar, experimentar y trabajar sobre su propio cuerpo logrando mostrar sensaciones, imágenes y sonidos a través de expresiones faciales, movimientos corporales, posturas, ritmos, etcétera, sin recurrir al uso de maquillaje, vestuario o efectos de sonido. Esto implica que el trabajo del actor es constante, y por ello no cuenta con una serie de técnicas determinadas, ya que en cada representación se conforma una nueva experiencia tanto para el actor como para el espectador